# Grande Prêmio da Espanha de 1990
Resultados do Grande Prêmio da Espanha de Fórmula 1 realizado em Jerez em 30 de setembro de 1990. Décima quarta etapa da temporada, foi palco de um grave acidente sofrido pelo britânico Martin Donnelly na sexta-feira. Dois dias mais tarde, o francês Alain Prost venceu a corrida com Nigel Mansell em segundo lugar numa dobradinha da Ferrari, enquanto Alessandro Nannini foi o terceiro pela Benetton-Ford.

## Resumo

### Torcendo para si mesmo
Indagado quanto ao ambiente vivido na McLaren e sobre o desfecho do mundial de 1990, Ayrton Senna não se fez de rogado: "Quero ser campeão o mais rápido possível". Em sentido inverso, os boxes da Ferrari combinavam tensão e contrariedade, pois Alain Prost ainda expelia fel por conta do resultado do Grande Prêmio de Portugal onde ele foi prensado na largada por Nigel Mansell, seu companheiro de equipe, e ao final da corrida teve que conformar-se com o terceiro lugar atrás  de Senna e Mansell, vencedor da prova em Estoril.
Dezoito pontos atrás de Senna, o francês acusou a Ferrari de prejudicá-lo na disputa pelo título ao não impor uma estratégia onde Mansell fosse obrigado a ajudá-lo na refrega contra Ayrton Senna e por conta disso chegou a afirmar que a equipe italiana não merecia o título por falta de espírito de equipe. Determinado a pacificar o ambiente, o presidente da Ferrari, Piero Fusaro, reuniu-se com Cesare Fiorio e Nigel Mansell em Jerez e ao falar à imprensa anunciou que o time de Maranello lutaria pelo campeonato de 1990 apesar dos números adversos. "Temos que pensar nos sentimentos de Prost depois da corrida. Ele é humano. Posso entender sua amargura e sua desilusão. Ele pensou de uma certa maneira. Mas no fim, ao conversar comigo mudou. Agora ele quer é vencer pela Ferrari", declarou Fusaro numa coletiva sem a presença de Alain Prost.
Quando a cúpula ferrarista fala em "chances mínimas" não se trata de uma encenação, pois mesmo atingindo o limite regulamentar de onze pontuações válidas para 1990, Ayrton Senna pode sagrar-se bicampeão mesmo sem pontuar na Espanha, desde que Alain Prost seja, no máximo, terceiro colocado. Neste caso o placar seria de 78 a 64 para o brasileiro, mas seu rival teria que descartar dois resultados caso vencesse também no Japão e na Austrália, cenário onde Prost somaria 77 pontos válidos.

### Anúncios para 1991
Em evento convocado para tal fim, a Leyton House anunciou a renovação de Maurício Gugelmin e Ivan Capelli para 1991, enquanto o belga Thierry Boutsen saiu da Williams criticando a equipe britânica antes de assinar com a Ligier: "Dizem que mudei errado. Não concordo. Acho que as Williams não são carros vencedores. Ganhamos, mas sempre quando os outros não vão bem". Azedume à parte, as declarações de Boutsen não mudam um fato: o cockpit da Williams tornou-se o mais vistoso dentre os disponíveis para 1991 e para ocupá-lo o time de Grove pode tanto contratar um novato quanto convencer Nigel Mansell a retornar para o time onde conseguiu quatorze vitórias e foi vice-campeão mundial em 1986 e 1987, mas antes será preciso convencer o "leão" a desistir da aposentadoria anunciada no Grande Prêmio da Grã-Bretanha.

### O acidente de Martin Donnelly
Todos os rumores quanto ao futuro da categoria foram esquecidos na sexta-feira, 28 de setembro, quando o britânico Martin Donnelly bateu sua Lotus a 250km/h numa mureta instalada na curva Ferrari, um local sem área de escape. De tão brutal, o impacto estraçalhou o bólido e lançou o corpo inerte de Donnelly à pista com as pernas retorcidas e o banco do carro preso ao corpo do piloto. Circunstancialmente próximo ao local do acidente, o jornalista Livio Oricchio afirmou: "Nos aproximávamos do fim da sessão de classificação, fiz um comentário enquanto olhava para (o piloto Roberto) Moreno e então ouvi um estrondo forte, seco, não muito elevado. Imediatamente virei o rosto para o foco do barulho e tudo o que vi foram peças voando para todo lado, a poucos metros a nossa frente. Chegamos a nos proteger de alguns pedaços que passaram perto". Aturdido, Oricchio demorou alguns segundos para entender o ocorrido e ao olhar para a pista viu a Lotus desintegrada em sua parte dianteira e o tanque de combustível exposto, mas sem vazamentos. Pálido, Roberto Moreno não acreditava na sobrevivência do piloto e retornou aos boxes enquanto Nelson Piquet atravessou sua Benetton na pista a fim de evitar que atropelassem o piloto de Belfast.
Por ser a última curva do circuito, a Ferrari ficava no caminho de regresso aos boxes e ao passarem por lá sob bandeira vermelha, os pilotos reduziam a velocidade a fim de contemplar a triste cena e logo o médico Sid Watkins chegou ao local e prestou os primeiros-socorros para, em seguida, levar Donnelly ao centro médico do autódromo e depois a um hospital. Durante o atendimento prestado no asfalto, soube-se que o piloto estava vivo e de olhos abertos, embora não os movesse e sua respiração fosse barulhenta. Para alívio da aglomeração formada por jornalistas e pilotos naquele instante, foi afastado o risco de morte, mas exames posteriores detectaram que "Donnelly teve traumatismo craniano, fraturas na perna direita, clavícula direita, tíbia, fíbula e fêmur da perna esquerda, além de lesões pulmonares e no pescoço".
Martin Donnelly recuperou-se após um extenso programa de reabilitação e manteve-se ligado ao automobilismo mediante projetos de incentivo ao respectivo esporte, como piloto de turismo e comissário da Federação Internacional do Automóvel (FIA), mas em julho de 2019 correu o risco de ter sua perna esqueda amputada após sofrer um acidente durante uma corrida de motos na Irlanda em prol de crianças com câncer. Durante o respectivo evento beneficente, Donnelly caiu da moto e teve sua perna fraturada por outro corredor e lutou contra uma infecção após a cirurgia, porém recuperou-se.

### 50 poles de Ayrton Senna
Numa época onde os treinos de sexta-feira e sábado contavam para a definição do grid, Ayrton Senna fez o melhor tempo em cada um desses dias, mas antes de conquistar sua quinquagésima pole position refletiu sobre o acidente de Martin Donnelly em entrevista à Rede Globo: "Quando você vê situações como essa, pensa se... Até quando você vai resistir a tudo isso? Se você vai passar por tudo isso e sair ileso, sair bem, não só fisicamente, mas psicologicamente? Será que depois de tanto sucesso, não está na hora de... dar um tempo?" No dia seguinte o piloto buscou o traçado mais limpo da pista e assinalou o melhor tempo com 1:18.387 pouco depois de Alain Prost ter marcado um tempo que o levaria ao segundo posto no grid de largada, sendo que o francês ainda retornaria ao asfalto com o intuito de bater a marca do rival, mas não obteve sucesso. O caninho de Senna rumo ao primeiro lugar não foi, contudo, livre de imprevistos, pois na volta onde assinalou a pole teve que lidar com a presença de dois carros mais lentos durante o percurso, a Osella de Olivier Grouillard e a Benetton de Nelson Piquet.
Emocionado pela conquista de 50 pole positons, Ayrton Senna desceu de sua McLaren e foi cercado por uma multidão e deu uma rápida declaração à imprensa antes de dirigir-se para uma entrevista coletiva e nesta as lágrimas corriam pelo rosto. Em suas declarações lembrou do acidente de Martin Donnelly, refletiu sobre o perigo sempre à espreita, ressaltou o trabalho dos mecânicos em seu carro e comemorou sua façanha: "Quero agradecer a todos que participaram deste trabalho, desde a primeira pole. Ao pessoal da Lotus, ao pessoal da McLaren, a todos. É uma marca que devo à ajuda que sempre tive na F 1".
Em sentido inverso às glórias de Senna, a prova espanhola foi a última corrida das equipes Eurobrun e Life, que não passaram da pré-classificação.

### Um certo Rubens Barrichello
Em um evento preliminar da Fórmula 1 em Jerez, o brasileiro Rubens Barrichello (18 anos), piloto da equipe Draco, venceu o Grande Prêmio da Espanha de Formula Vauxhall Lotus e conquistou o título da categoria por antecipação numa prova onde correram Gil de Ferran, André Ribeiro e Kenny Bräck, dentre outros nomes.

### Ferrari vence com Alain Prost
Numa primeira fila composta pelos candidatos ao título, sair na frente é uma vantagem importante, mas o equilíbrio de forças pende para a Ferrari graças ao terceiro lugar de Nigel Mansell e também pelo fato de que Jean Alesi pôs sua Tyrrell na quarta posição deixando atrás de si a McLaren de Gerhard Berger e nessa situação o austríaco nada poderá fazer por Senna no instante da largada enquanto Mansell pode até ultrapassar o brasileiro e escoltar Prost rumo à vitória. Aliás, para depender apenas de si, o francês precisa ganhar a corrida em Jerez e torcer por um terceiro lugar de seu grande rival. Nessa hipótese a regra dos descartes manteria Ayrton Senna com 78 pontos enquanto Alain Prost subiria para 69 e precisaria triunfar em Suzuka e Adelaide para chegar ao título.
Ayrton Senna manteve a primeira colocação após a largada trazendo Alain Prost e Nigel Mansell atrás de si enquanto Gerhard Berger tocou Jean Alesi que tocou Riccardo Patrese e nesse entrevero Alesi deixou a corrida enquanto Patrese danificou o aerofólio dianteiro de sua Williams enquanto o austríaco da McLaren garantiu a quarta posição. Lá adiante Senna mantinha-se na liderança, mas o rendimento de seu bólido não permitia que ele abrisse em relação aos carros da Ferrari. Ladino, Prost manteve-se próximo do adversário à espera de um erro, mas como isso não ocorreu o francês evitou forçar uma ultrapassagem e o brasileiro liderou por vinte e seis voltas.
Nigel Mansell fez seu pit stop antes de Alain Prost e este parou antes de Ayrton Senna. Graças a isso a liderança foi parar nas mãos de Nelson Piquet por duas voltas enquanto as paradas de boxe cobravam seu preço: embora estivesse à frente de Prost, o "leão" abriu passagem para seu companheiro de equipe na reta dos boxes devido ao mau rendimento do carro e não pôde resistir ao avanço de Senna. Quando Piquet parou em virtude de falhas no motor, Prost liderava adiante de Senna e este perdia rendimento embora estivesse à frente de Mansell. Sem poder compensar suas perdas, Senna foi aos boxes imaginando ter um pneu furado, mas ao chegar lá descobriu que um vazamento no radiador direito (ocasionado por um seixo arremessado pelos pneus dianteiros, segundo o time de Woking) fez escorrer água para os pneus traseiros e isso afetou a condução da McLaren, que parou após completar 53 voltas.
Sem ninguém a perturbá-lo, ficou fácil para Alain Prost administrar sua vantagem sobre Nigel Mansell e cruzar a linha de chegada com vinte e dois segundos de diferença enquanto Alessandro Nannini foi o terceiro pela Benetton. Durante a cerimônia de premiação Prost e Mansell apertaram as mãos e abraçaram-se até que em certo instante o britânico ergueu o braço de Prost em sinal de reconhecimento pela vitória. Completaram a zona de pontuação as Williams de Riccardo Patrese e Thierry Boutsen enquanto Aguri Suzuki ficou em sexto com sua Larrousse sob o chassis Lola.
Embora não soubessem naquele instante, o pódio espanhol entrou para a história por dois motivos: foi a última vitória da Ferrari até o Grande Prêmio da Alemanha de 1994 e também marcou a despedida de Alessandro Nannini da Fórmula 1, pois o italiano sofreu um acidente de helicóptero em 12 de outubro e teve o braço decepado na queda. Para substituí-lo a Benetton contratou Roberto Moreno após sugestão do tricampeão Nelson Piquet.

## Classificação da prova

### Treinos oficiais
| Pos.    | Nº | Piloto             | Construtor        | Q1       | Q2        | Dif.    |
| ------- | -- | ------------------ | ----------------- | -------- | --------- | ------- |
| 1       | 27 | Ayrton Senna       | McLaren-Honda     | 1:18.900 | 1:18.387  | —       |
| 2       | 1  | Alain Prost        | Ferrari           | 1:20.026 | 1:18.824  | + 0.437 |
| 3       | 2  | Nigel Mansell      | Ferrari           | 1:21.005 | 1:19.106  | + 0.719 |
| 4       | 4  | Jean Alesi         | Tyrrell-Ford      | 1:19.923 | 1:19.604  | + 1.217 |
| 5       | 28 | Gerhard Berger     | McLaren-Honda     | 1:19.643 | 1:19.618  | + 1.231 |
| 6       | 6  | Riccardo Patrese   | Williams-Renault  | 1:20.562 | 1:19.647  | + 1.260 |
| 7       | 5  | Thierry Boutsen    | Williams-Renault  | 1:20.721 | 1:19.689  | + 1.302 |
| 8       | 20 | Nelson Piquet      | Benetton-Ford     | 1:21.111 | 1:19.700  | + 1.313 |
| 9       | 19 | Alessandro Nannini | Benetton-Ford     | 1:21.383 | 1:20.367  | + 1.980 |
| 10      | 11 | Derek Warwick      | Lotus-Lamborghini | 1:22.111 | 1:20.610  | + 2.223 |
| 11      | 23 | Pierluigi Martini  | Minardi-Ford      | 1:22.255 | 1:21.060  | + 2.673 |
| 12      | 15 | Maurício Gugelmin  | Leyton House-Judd | 1:23.019 | 1:21.167  | + 2.780 |
| 13      | 26 | Philippe Alliot    | Ligier-Ford       | 1:23.783 | 1:21.170  | + 2.783 |
| 14      | 3  | Satoru Nakajima    | Tyrrell-Ford      | 1:22.690 | 1:21.215  | + 2.828 |
| 15      | 30 | Aguri Suzuki       | Lola-Lamborghini  | 1:21.740 | 1:21.244  | + 2.857 |
| 16      | 21 | Emanuele Pirro     | Dallara-Ford      | 1:23.485 | 1:21.277  | + 2.890 |
| 17      | 22 | Andrea de Cesaris  | Dallara-Ford      | 1:22.953 | 1:21:467  | + 3.080 |
| 18      | 29 | Eric Bernard       | Lola-Lamborghini  | 1:22.403 | 1:21.551  | + 3.164 |
| 19      | 16 | Ivan Capelli       | Leyton House-Judd | 1:23.866 | 1:21.916  | + 3.529 |
| 20      | 25 | Nicola Larini      | Ligier-Ford       | 1:23.290 | 1:21.996  | + 3.609 |
| 21      | 14 | Olivier Grouillard | Osella-Ford       | 1:24.784 | 1:22.288  | + 3.901 |
| 22      | 17 | Gabriele Tarquini  | AGS-Ford          | 1:23.260 | 1:22.466  | + 4.079 |
| 23      | 12 | Martin Donnelly    | Lotus-Lamborghini | 1:22.659 | sem tempo | + 4.272 |
| 24      | 18 | Yannick Dalmas     | AGS-Ford          | 1:23.249 | 1:22.716  | + 4.329 |
| 25      | 8  | Stefano Modena     | Brabham-Judd      | 1:23.641 | 1:23.133  | + 4.746 |
| 26      | 9  | Michele Alboreto   | Arrows-Ford       | 1:24.043 | 1:23.161  | + 4.774 |
| 27      | 7  | David Brabham      | Brabham-Judd      | 1:25.899 | 1:23.163  | + 4.776 |
| 28      | 24 | Paolo Barilla      | Minardi-Ford      | 1:25.093 | 1:23.274  | + 4.887 |
| 29      | 10 | Bernd Schneider    | Arrows-Ford       | 1:24.675 | 1:23.924  | + 5.537 |
| 30      | 31 | Bertrand Gachot    | Coloni-Ford       | 1:26.593 | 1:25.114  | + 6.727 |
| Fontes: |    |                    |                   |          |           |         |

### Corrida
| Pos.    | Nº | Piloto             | Construtor        | Voltas | Tempo/Diferença      | Grid | Pontos |
| ------- | -- | ------------------ | ----------------- | ------ | -------------------- | ---- | ------ |
| 1       | 1  | Alain Prost        | Ferrari           | 73     | 1:48:01.461          | 2    | 9      |
| 2       | 2  | Nigel Mansell      | Ferrari           | 73     | + 22.064             | 3    | 6      |
| 3       | 19 | Alessandro Nannini | Benetton-Ford     | 73     | + 34.874             | 9    | 4      |
| 4       | 5  | Thierry Boutsen    | Williams-Renault  | 73     | + 43.296             | 7    | 3      |
| 5       | 6  | Riccardo Patrese   | Williams-Renault  | 73     | + 57.530             | 6    | 2      |
| 6       | 30 | Aguri Suzuki       | Lola-Lamborghini  | 73     | + 1:03.728           | 15   | 1      |
| 7       | 25 | Nicola Larini      | Ligier-Ford       | 72     | + 1 volta            | 20   |        |
| 8       | 15 | Maurício Gugelmin  | Leyton House-Judd | 72     | + 1 volta            | 12   |        |
| 9       | 18 | Yannick Dalmas     | AGS-Ford          | 72     | + 1 volta            | 23   |        |
| 10      | 9  | Michele Alboreto   | Arrows-Ford       | 71     | + 2 voltas           | 25   |        |
| Ret     | 11 | Derek Warwick      | Lotus-Lamborghini | 63     | Câmbio               | 10   |        |
| Ret     | 16 | Ivan Capelli       | Leyton House-Judd | 59     | Cansaço físico       | 19   |        |
| Ret     | 28 | Gerhard Berger     | McLaren-Honda     | 56     | Colisão              | 5    |        |
| Ret     | 27 | Ayrton Senna       | McLaren-Honda     | 53     | Radiador             | 1    |        |
| Ret     | 20 | Nelson Piquet      | Benetton-Ford     | 47     | Bateria              | 8    |        |
| Ret     | 22 | Andrea de Cesaris  | Dallara-Ford      | 47     | Motor                | 17   |        |
| Ret     | 14 | Olivier Grouillard | Osella-Ford       | 45     | Rolamento de roda    | 21   |        |
| Ret     | 23 | Pierluigi Martini  | Minardi-Ford      | 41     | Spun Off             | 11   |        |
| Ret     | 26 | Philippe Alliot    | Ligier-Ford       | 22     | Spun Off             | 13   |        |
| Ret     | 29 | Eric Bernard       | Lola-Lamborghini  | 20     | Câmbio               | 18   |        |
| Ret     | 3  | Satoru Nakajima    | Tyrrell-Ford      | 13     | Spun Off             | 14   |        |
| Ret     | 17 | Gabriele Tarquini  | AGS-Ford          | 5      | Motor                | 22   |        |
| Ret     | 8  | Stefano Modena     | Brabham-Judd      | 5      | Colisão              | 24   |        |
| Ret     | 4  | Jean Alesi         | Tyrrell-Ford      | 0      | Spun Off             | 4    |        |
| Ret     | 21 | Emanuele Pirro     | Dallara-Ford      | 0      | Acelerador           | 16   |        |
| DNS     | 12 | Martin Donnelly    | Lotus-Lamborghini |        | Acidente nos treinos |      |        |
| DNQ     | 7  | David Brabham      | Brabham-Judd      |        |                      |      |        |
| DNQ     | 24 | Paolo Barilla      | Minardi-Ford      |        |                      |      |        |
| DNQ     | 10 | Bernd Schneider    | Arrows-Ford       |        |                      |      |        |
| DNQ     | 31 | Bertrand Gachot    | Coloni-Ford       |        |                      |      |        |
| DNPQ    | 33 | Roberto Moreno     | EuroBrun-Judd     |        |                      |      |        |
| DNPQ    | 34 | Claudio Langes     | EuroBrun-Judd     |        |                      |      |        |
| DNPQ    | 39 | Bruno Giacomelli   | Life-Judd         |        |                      |      |        |
| Fontes: |    |                    |                   |        |                      |      |        |

## Tabela do campeonato após a corrida
| Pos.    | Piloto          | Pontos |
| ------- | --------------- | ------ |
| 1       | Ayrton Senna    | 78     |
| 2       | Alain Prost     | 69     |
| 3       | Gerhard Berger  | 40     |
| 4       | Nigel Mansell   | 31     |
| 5       | Thierry Boutsen | 30     |
| Fontes: |                 |        |

| Pos.    | Construtor       | Pontos |
| ------- | ---------------- | ------ |
| 1       | McLaren-Honda    | 118    |
| 2       | Ferrari          | 100    |
| 3       | Williams-Renault | 49     |
| 4       | Benetton-Ford    | 47     |
| 5       | Tyrrell-Ford     | 15     |
| Fontes: |                  |        |

- Nota: Somente as primeiras cinco posições estão listadas. Entre 1981 e 1990 cada piloto podia computar onze resultados válidos por temporada não havendo descartes no mundial de construtores.